# 崇文街道 (张家界市)
崇文街道，是中华人民共和国湖南省张家界市永定区下辖的一个乡镇级行政单位。

## 行政区划
崇文街道下辖以下地区：
沿河社区、南正社区、思善桥社区、凤湾社区、禾家山社区、燕窝塔社区、宝塔岗社区、紫舞村、长湾村和代家湾村。